# Drum național 26A
Der Drum național 26A (rumänisch für „Nationalstraße 26A“, kurz DN26A) ist eine kurze Hauptstraße in Rumänien. 

## Verlauf
Die rund 0,3 km lange Straße zweigt in Oancea vom Drum național 26 nach Osten ab und führt über den Pruth, der die Grenze zur Republik Moldau bildet, als moldauische Straße R 34.1 in die rund 7 km entfernte Stadt Cahul.